# Clydonodozus fumicostatus
Clydonodozus fumicostatus är en tvåvingeart som beskrevs av Alexander 1930. Clydonodozus fumicostatus ingår i släktet Clydonodozus och familjen småharkrankar. Inga underarter finns listade i Catalogue of Life.